# Верниц, Ульрих
У́льрих Верниц (нем. Ulrich Wernitz; род. 21 января 1921 года, Йессен — 23 декабря 1980 года, Фюрстенфельдбрукк) — немецкий лётчик-ас Люфтваффе эпохи Второй мировой войны. Одержал 101 воздушную победу в 240 боевых вылетах. После окончания Второй мировой войны служил в Люфтваффе бундесвера (ФРГ).

## Биография
Родился в Йессен/Херцберг в районе Виттенберг. После прохождения лётной подготовки, в апреле 1943 года был прикомандирован к 3-й эскадрилии Jagdgeschwader 54, которая базировалась на Восточном фронте.
2 мая 1943 года одержал свою первую воздушную победу над истребителем Ла-5 в районе Пушкина во время Блокады Ленинграда. В качестве ведомого выполнял боевые задания с Отто Киттелем, Германом Шлейнеге и Гюнтером Шеелем. 28 августа 1944 года одержал 82 воздушную победу сбив бомбардировщик Пе-2.
Во время болезни в сентябре 1944 года, был награждён Рыцарским крестом Железного креста и в январе 1945 года — Немецкий крест в золоте. В начале феврале 1945 года, летал в зоне Курляндского котла.
Был назначен командиром 3-й эскадрилии JG 54. 26 марта 1945 года одержал 100 воздушную победу. После войны служил в Люфтваффе бундесвера, вышел в отставку со званием оберст-лейтенант.

### Комментарии
1. ↑  Обозначения подразделений Люфтваффе смотрите в статье Organization of the Luftwaffe (1933–1945)[англ.]